# Iera Echebarria
Iera Echebarría (Madrid, 29 de octubre de 1992) es una jugadora española de rugby. Fue internacional con la Selección española femenina y juega para el Olímpico Rugby Club. 

## Biografía
Participó en el Juegos Olímpicos de Río de Janeiro 2016    y fue seleccionada para la Copa del Mundo de Rugby 7 de 2022. 

## Palmarés
- 24 internacionalidades con la Selección española (debutó el 1 de julio del 2014 contra Francia)
- 163 internacionalidades con la Selección española de rugby a 7
- Participación en los  Juegos Olímpicos de Río de Janeiro 2016
- Participación en la Copa del Mundo de Rugby 7 de 2022